# درونتن

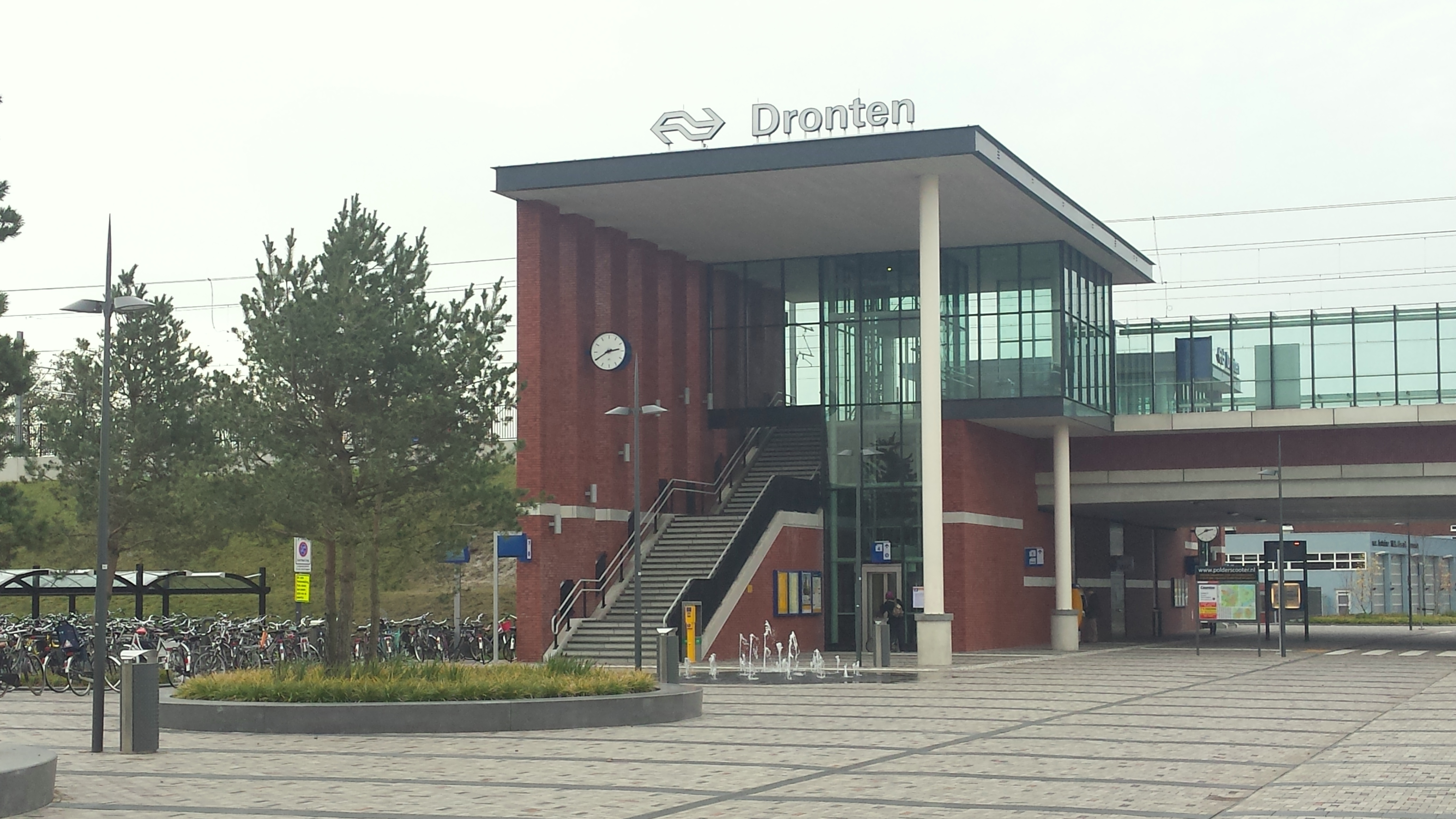
ایستگاه قطار درونتن

درونتن (به هلندی: Dronten) شهری است در مرکز هلند که در استان فلیوولاند واقع شده‌است.
جمعیت این شهر نوبنیاد در سال ۲۰۱۳ از چهل هزار نفر گذشت.
برنامه‌ریزی برای ایجاد این شهر به سالهای پایانی دهه ۱۹۵۰ می‌رسد ولی نام «درونتن» رسماً در سال ۱۹۷۲ به این شهر داده شد.
درونتن دارای یک ایستگاه قطار است که پیوند این شهر را با دیگر مناطق هلند از راه قطار خط زووله-لیلی استاد ممکن می‌سازد.